# Waal en Burg
Waal en Burg (ook geschreven als Waalenburg) is een polder en natuurgebied bij De Koog op Texel. Het natuurgebied vormt een onderdeel van de bezittingen van Natuurmonumenten in het Lage Land van Texel. Het oudste deel ervan werd in 1909 aangekocht. In Waal en Burg leven veel weidevogels en veel planten, waaronder orchideeën, grote ratelaars, schorrekruid, zeekralen en koekoeksbloemen.
Eerst was het natuurgebied een kwelder, dit is nog steeds terug te zien aan de oude kreken. In 1654 ontstond de polder Waal en Burg door de bouw van de Ruigendijk.
Door het natuurgebied loopt een wandelroute met een lengte van 5,5 kilometer.
Om de polder heen loopt de Waal en Burgerdijk, een voormalige zeedijk uit 1436. Deze dijk brak herhaaldelijk door en daarbij werden de wielen of walen gevormd. Bij herstel van de dijk werd die in een boog om het meertje heen gelegd. Voorbeelden hiervan zijn de Weegeswaal en Waaswaal. Langs en over de dijk loopt nu een fietspad van De Waal tot aan de Ruigendijk.
In 1934 werd de weidemolen De Kemphaan gebouwd om een deel van de polder onder water te zetten, in een vergeefse poging om het broedgebied van de kemphaan te behouden.
In 2021 werd natuurcentrum De Marel van Natuurmonumenten geopend. Het is het eerste en enige Natuurmonumenten bezoekerscentrum op Texel. De naam Marel is het Texelse woord voor grutto. Het centrum beschikt over een koffiepunt, winkeltje, Speelnatuur van OERRR, het jeugdprogramma van Natuurmonumenten, en is het startpunt van veel wandel- en fietsroutes, ook voor mensen met een rolstoel. Ook Vogelinformatiecentrum Texel is in de Marel ondergebracht. Het Vogelinformatiecentrum heeft naast de huidige locatie aan de Kikkertstraat, nu een tweede onderkomen in  Natuurcentrum De Marel van Natuurmonumenten en zal deze ook exploiteren.

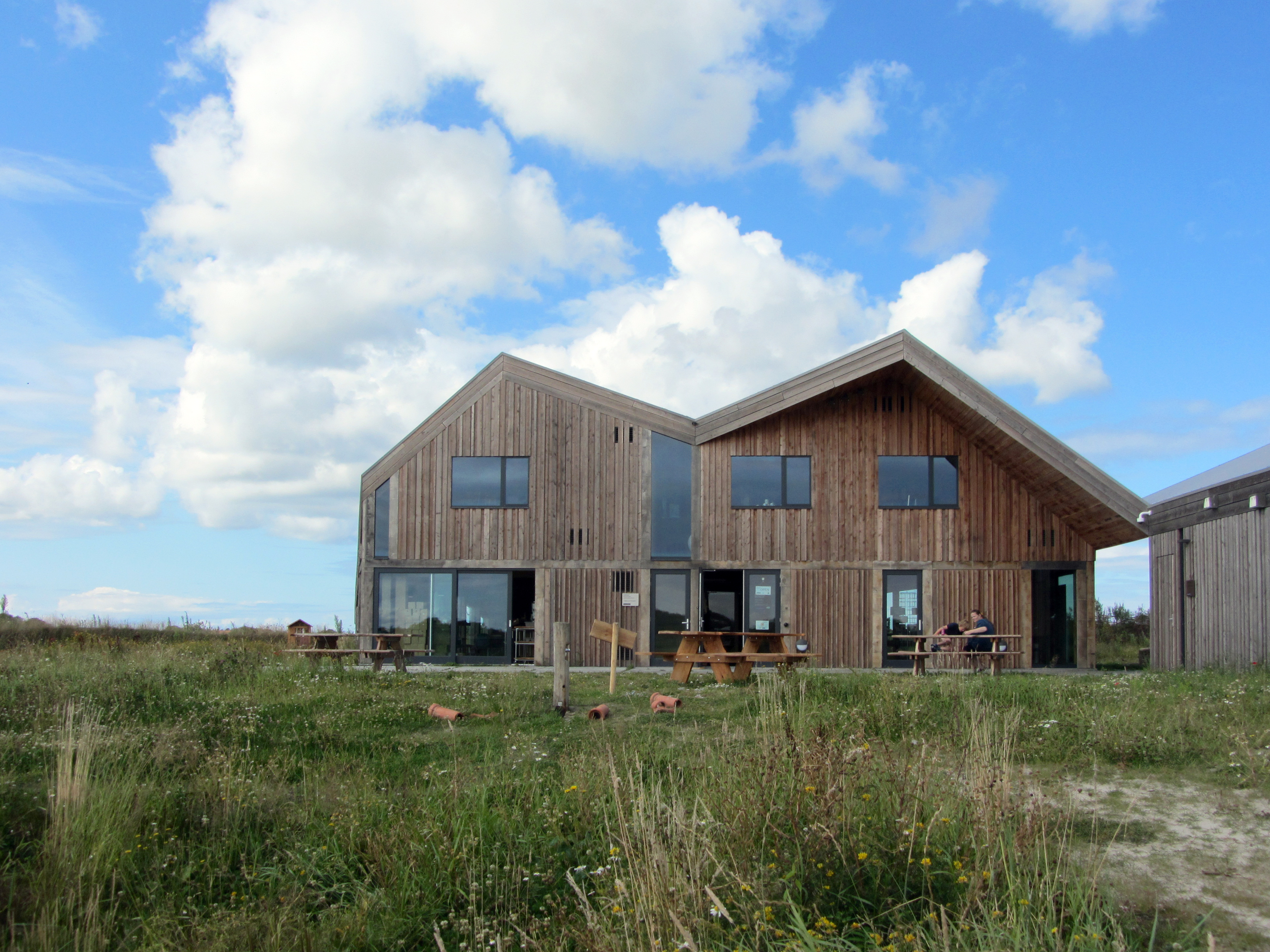
Natuurcentrum De Marel